# Tratado sobre Fuerzas Nucleares de Rango Intermedio

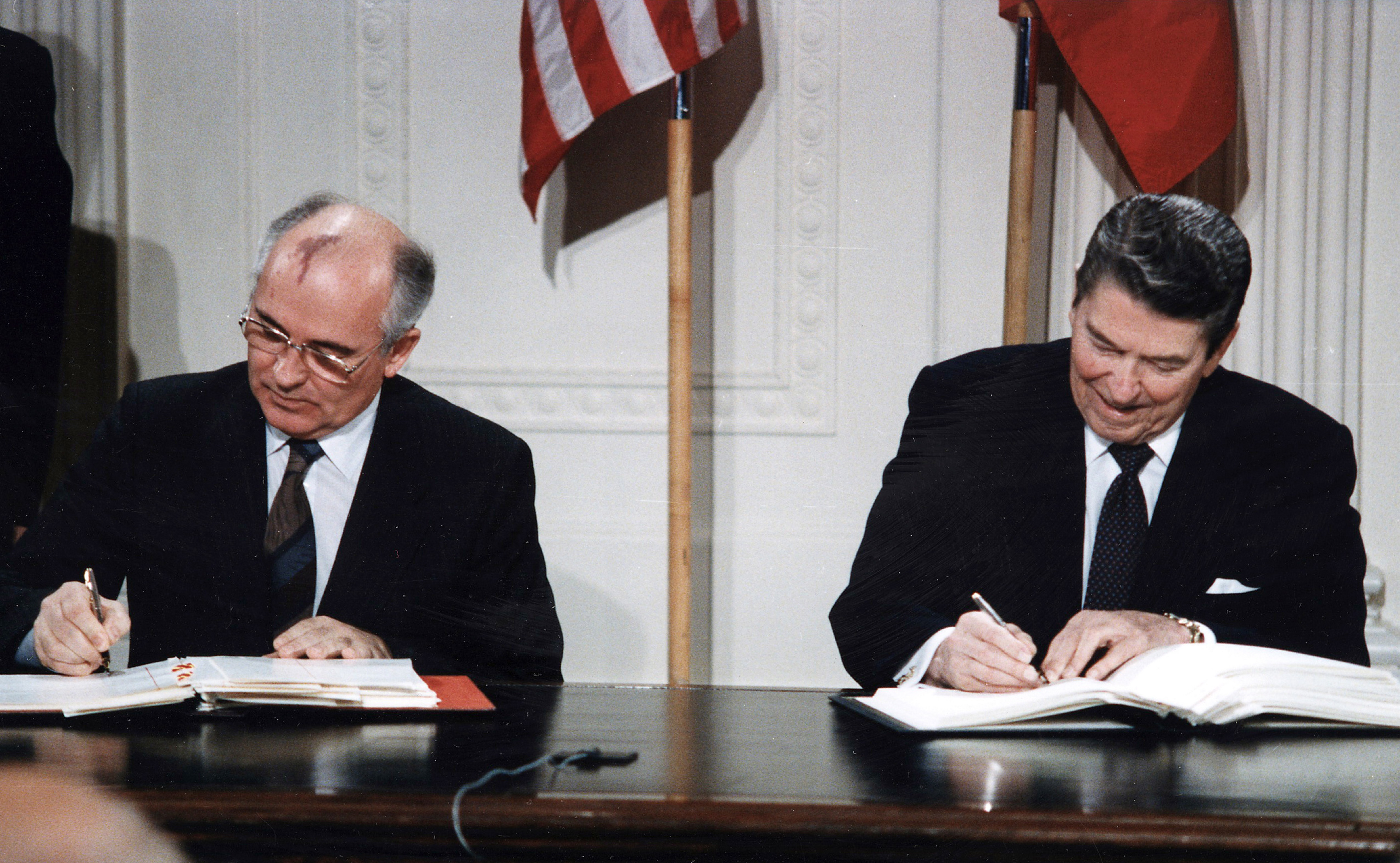
Mijaíl Gorbachov (izquierda) y Ronald Reagan (derecha) firmando el tratado.

El Tratado INF (por las siglas en inglés de Intermediate-Range Nuclear Forces) fue un acuerdo entre los Estados Unidos y la Unión Soviética firmado en Washington D.C. el 8 de diciembre de 1987 entre el entonces presidente de los Estados Unidos, Ronald Reagan, y el secretario general del partido comunista de la Unión Soviética Mijaíl Gorbachov.
Fue ratificado por el Congreso estadounidense el 27 de mayo del año 1988 y por la URSS, y entró en vigor el 1 de junio del mismo año.
El entonces presidente de los Estados Unidos, Donald Trump, anunció el 20 de octubre de 2018 que retiraría al país del tratado, acusando a Rusia de incumplimiento. Estados Unidos suspendió formalmente el tratado el 1 de febrero de 2019, y Rusia lo hizo al día siguiente en respuesta a la retirada. Estados Unidos se retiró formalmente del tratado el 2 de agosto de 2019.

## Claves del tratado
El tratado eliminó los misiles balísticos y de crucero nucleares o convencionales, cuyo rango operativo de alcance estuviera entre 500 y 5.500 kilómetros (denominados euromisiles), de alcance medio y corto, instalados en bases militares de Europa Occidental, y en Europa Oriental en los países bajo influencia de la Unión Soviética que podrían atacar a los países europeos miembros de la OTAN, como Alemania, Francia, Inglaterra y Noruega, con sus territorios bajo alcance de este tipo de misiles nucleares o convencionales. Estados Unidos instaló estos misiles en Turquía, y la Unión Soviética en Cuba, provocando la Crisis de los misiles en Cuba. Estos misiles después fueron retirados por ambas partes, en un proceso de distensión de las hostilidades.
En la fecha límite del tratado para destruir los misiles, el 1 de junio de 1991, 2.692 misiles fueron destruidos en total, 846 misiles por parte de los EE. UU. y 1.846 por parte de la Unión Soviética.
Bajo este tratado, ambas partes tenían permiso para inspeccionar las instalaciones militares del otro, para comprobar los trabajos de destrucción de misiles, el acuerdo era un compromiso entre las partes para evitar construir más misiles de corto alcance y medio alcance en el futuro.

## Suspensión
El 1 de febrero de 2019 Estados Unidos anunció que al día siguiente abandonaría el acuerdo por los supuestos incumplimientos del mismo por parte de Rusia. La respuesta rusa fue inmediata y el mismo día 2 de febrero anunció que también lo abandonaba.
La suspensión del tratado durará seis meses y se convertirá en permanente si las negociaciones con Rusia no logran resolver las diferencias.
Tres semanas después de la suspensión del acuerdo, el 1 de agosto de 2019, EE. UU. realizó pruebas con misiles que hubiesen estado prohibidos por el acuerdo.